# 紀勢町
紀勢町（きせいちょう）は、かつて三重県度会郡にあった町。南勢地域（伊勢志摩）に含まれる。松阪市の南西約60kmにあった。
1957年（昭和32年）2月1日、山間の度会郡柏崎村と熊野灘に面した北牟婁郡錦町が合併し、度会郡紀勢町が誕生した。2005年（平成17年）2月14日に、大宮町・大内山村と合併して大紀町が発足し、紀勢町は廃止された。
紀勢町役場にある樹齢100年（推定）のしだれ桜には毎年多くの見物客が訪れた。海に面した錦港はリアス式海岸の天然の良港で、ブリ漁や磯釣りで知られた。

## 地理
- 河川：大内山川、三ヶ野川、横谷川、奥川

### 隣接していた自治体
- 多気郡：宮川村
- 度会郡：南島町、大宮町、大内山村
- 北牟婁郡：紀伊長島町

## 歴史

### 町名の由来
旧・柏崎村が伊勢国、旧・錦町が紀伊国だったことから、紀伊の「紀」と伊勢の「勢」をとって「紀勢」と名付けられた。すなわち、合成地名である。

### 沿革
- 1957年（昭和32年）2月1日 - 度会郡柏崎村・北牟婁郡錦町が合併して発足。所属郡は度会郡となる。
- 2005年（平成17年）2月14日 - 大宮町・大内山村と合併して大紀町が発足。同日紀勢町廃止。

## 行政
- 町長：谷口友見（1994年2月26日から2005年2月13日）

## 経済

### 漁業
- 錦漁港

### 娯楽施設
- うしを座、春風劇場、柏崎劇場 - 1960年（昭和35年）の度会郡には16館の映画館があった[注 1]。

### 原発建設計画
1963年（昭和38年）11月に、中部電力が原子力発電所の熊野灘沿岸への立地計画を発表。1964年（昭和39年）に紀勢町と南島町にまたがる芦浜が計画地に決定。以後、2000年に中止が決定されるまで推進と反対を巡って町政は大きく揺れ、住民は二分する議論が行われた。
その一方で、中部電力からの寄付金により、小学校の体育館や公民館が建設されるなどインフラの整備も進んだ（詳細は芦浜原子力発電所の項を参照のこと）。

## 教育

### 中学校
- 紀勢町立大紀中学校

### 小学校
- 紀勢町立錦小学校

## 交通

### 鉄道
- 東海旅客鉄道
  - 紀勢本線：伊勢柏崎駅

### 高速道路
- 紀勢自動車道
  - 紀勢大内山IC

### 一般国道
- 国道42号
- 国道260号

### 三重県道
主要地方道
- 三重県道33号南島紀勢線
- 三重県道68号紀勢インター線

一般県道
- 三重県道538号伊勢柏崎停車場線

## 出身有名人
- 小倉久寛 - タレント。